# Frank Franz
Frank Franz (Völklingen, 21 de novembro de 1978) é o líder do Partido Democrata Nacional de extrema direita da Alemanha desde 2014. Anteriormente, ele foi o presidente nacional do NPD no estado alemão de Sarre entre 2005 e 2011 e assessor de imprensa nacional do NPD entre 2011 e 2014.

## Vida
De 1997 a 2004, Franz serviu no Bundeswehr, que deixou como Sargento. A partir de 2007, ele trabalhou como programador e artista e é dono de uma agência que lida com as atividades na Internet do NPD. 
Internamente, Franz é controverso, pois é visto como protegido de Peter Marx, que não foi confirmado como secretário-geral do partido após uma tentativa frustrada de golpe de Estado no início de 2009. 
Franz é separado de sua esposa, com quem ele tem três filhos. Desde 2015, ele namora uma mulher chamada Patricia Koperski, que atuou na novela alemã GZSZ e é dona de uma editora de direita. 